# Минамата (филм)
Минамата (енгл. Minamata) је амерички биографски драмски филм из 2020. у режији Ендруа Левитаса, заснован на истоименој књизи Ејлин Миоко Смит и В. Јуџина Смита. У филму глуми Џони Деп (који је такође продуцент) као В. Јуџин Смит, амерички фотограф који документовао ефекте тровања живом на грађане Минамате у Кумамото префектури у Јапану. Филм је премијерно приказан на Берлинском међународном филмском фестивалу 21. фебруара 2020. У Сједињеним Државама је 11. фебруара 2022. пуштен у продају од стране Samuel Goldwyn Films-а. На 94. додели Оскара 2022. године, филм је заузео треће место на такмичењу Оскара за омиљене филмове обожаватеља.

## Радња филма
Године 1971. амерички фотограф В. Јуџин Смит, који је био познат по бројним „фотографским есејима” објављеним у Лајфу, постао је пустињак. Док је на одвојеном задатку, страствена јапанска преводитељица, Ејлин, позива Смита да посети Минамату да фотографише и документује болест. Смит је коначно убеђен да ће дати све од себе да разоткрије разорне последице корпоративне похлепе, саучесник локалне полиције и владе. Смит путује у Минамату у Јапану да документује разорне ефекте тровања живом и болести Минамате у приобалним заједницама. Ова болест је узрокована индустријским загађењем везаним за делатност хемијске компаније Chisso. Наоружан само својом Минолта камером против моћне компаније, Смит мора да придобије поверење сломљене заједнице и пронађе слике које ће ову причу донети свету. Док је тамо, Смит постаје жртва тешких одмазди. Због тога је хитно враћен у Сједињене Државе. Међутим, овај извештај ће га учинити иконом фото-новинарства.

### Улоге
- Џони Деп као В. Јуџин Смит
- Акико Ивасе као Масако Мацумура
- Кетрин Џенкинс као Мили
- Бил Нај као Роберт Хејс
- Минами као Ајлин Миоко Смит
- Таданобу Асано као Тацуо Мацумура
- Рјо Касе као Кијоши
- Хиројуки Санада као Мицуо Јамазаки
- Џун Кунимура као Џуничи Ноџима
- Јосуке Хосои као Даики
- Лили Робинсон као Диандра
- Масајоши Ханеда као полицајац
- Татсуја Хирано као телохранитељ
- Кента Огава као пацијент
- Шунсуке Окубо као Јапанац
- Коџи Оно као човек из компаније
- Бомбер Харли Смит као Крис Ли
- Котаро Сузуки као главни члан одбора за загађење
- Татсуја Тагава као извршни директор
- Ана Тркуља као јапански будиста на протесту
- Али Шамс Нораеи као г. Нораеи